# Lachnocnema obliquisigna
Lachnocnema obliquisigna är en fjärilsart som beskrevs av Gustaaf Hulstaert 1924. Lachnocnema obliquisigna ingår i släktet Lachnocnema och familjen juvelvingar. Inga underarter finns listade i Catalogue of Life.